# Calonotos acutipennis
Calonotos acutipennis är en fjärilsart som beskrevs av Hans Zerny 1931. Calonotos acutipennis ingår i släktet Calonotos och familjen björnspinnare. Inga underarter finns listade i Catalogue of Life.